# Куприяново (Амурская область)
Куприя́ново — село в Михайловском районе Амурской области, Россия.
Входит в Новочесноковский сельсовет.

## География
Село Куприяново стоит на левом берегу реки Амур, ниже впадения в него реки Куприяниха.
Дорога к селу Куприяново идёт на восток от Поярково (через Красную Орловку, Шадрино и Новочесноково).
Расстояние до райцентра Поярково по автодороге — 43 км, вниз по Амуру — 47 км.
Расстояние до административного центра Новочесноковского сельсовета села Новочесноково — 13 км.
От села Куприяново на восток (вниз по Амуру) идёт дорога к селу Калинино.

## Население
| 2002 | 2010 | 2012 | 2013 | 2014 | 2015 | 2016 |
| ---- | ---- | ---- | ---- | ---- | ---- | ---- |
| 227  | ↘148 | ↗150 | ↗156 | ↘150 | ↘138 | ↗143 |
| 2017 | 2018 |      |      |      |      |      |
| ↘136 | ↘124 |      |      |      |      |      |

## Инфраструктура
Село Куприяново стоит на российско-китайской границе, в пограничной зоне.